# Grube (Bergisch Gladbach)
Grube ist ein Ortsteil im Stadtteil Romaney von Bergisch Gladbach. 

## Geschichte
Der Name Grube ist aus dem gleichnamigen Siedlungsnamen entstanden, der urkundlich bereits 1666 als zur Groven urkundlich belegt ist. Das Urkataster verzeichnet den Einzelhof Gruben, aus dem sich bis 1905 ein Weiler mit 5 Wohnhäusern und 31 Einwohnern entlang der alten Straße von Mülheim nach Wipperfürth (die heutige Romaneyer Straße) gebildet hatte.
Die Topographia Ducatus Montani des Erich Philipp Ploennies, Blatt Amt Porz, belegt, dass der Wohnplatz 1715 als gemeiner Hof kategorisiert wurde und mit Gruven bezeichnet wurde.
Carl Friedrich von Wiebeking benennt die Hofschaft auf seiner Charte des Herzogthums Berg 1789 als Gruben. Aus ihr geht hervor, dass Grube zu dieser Zeit Teil der Honschaft Combüchen im Kirchspiel Paffrath war.
Unter der französischen Verwaltung zwischen 1806 und 1813 wurde das Amt Porz aufgelöst und Grube wurde politisch der Mairie Gladbach im Kanton Bensberg zugeordnet. 1816 wandelten die Preußen die Mairie zur Bürgermeisterei Gladbach im Kreis Mülheim am Rhein. Mit der Rheinischen Städteordnung wurde Gladbach 1856 Stadt, die dann 1863 den Zusatz Bergisch bekam.
Der Ort ist auf der Topographischen Aufnahme der Rheinlande von 1824 und auf der Preußischen Uraufnahme von 1840 ohne Namen verzeichnet. Ab der Preußischen Neuaufnahme von 1892 ist er auf Messtischblättern regelmäßig als Grube oder ohne Namen verzeichnet. 
| Jahr | Einwohner | Wohn- gebäude | Kategorie  | Bemerkung   |
| ---- | --------- | ------------- | ---------- | ----------- |
| 1822 | 21        |               | Hofstelle  | Gruben gen. |
| 1830 | 29        |               | Hofstelle  | Gruben gen. |
| 1845 | 14        | 1             | Ackergut   | Gruben gen. |
| 1871 | 10        | 1             | Einzelhaus |             |
| 1885 | 27        | 3             | Wohnplatz  |             |
| 1895 | 38        | 5             | Wohnplatz  |             |
| 1905 | 31        | 5             | Wohnplatz  |             |

Grube gehörte zwar zur politischen Gemeinde Kombüchen, aber zur katholische Pfarre Gladbach.

## Bergbau
Der Name ist durch den alten Bergbau entstanden, der in der Umgebung stattgefunden hat. Überall kann man heute noch Pingen sehen, die den oberflächennahen Bergbau auf Eisen repräsentieren. Mit dem Beginn der Montanindustrie wurde hier die Grube Prinz Wilhelm verliehen.